# Mission: Impossible 2
Mission: Impossible 2 è un film del 2000 diretto da John Woo.
La pellicola è il sequel di Mission: Impossible (1996), con protagonista Tom Cruise, che in quest'occasione è stato anche produttore del film.
L'edizione home video è stata distribuita con il titolo M:I-2.

## Trama
L'esperto di biochimica Vladimir Nekhorvich invia un messaggio a Ethan Hunt, suo vecchio amico, avvertendolo che la Biocyte Pharmaceuticals lo ha costretto a sviluppare un virus per trarre profitto dalla commercializzazione dell'antidoto. Cerca di organizzare un incontro con Ethan per neutralizzare il virus (Chimera) e rendere disponibile l'antidoto (Bellerofonte). Con Hunt in vacanza e senza la possibilità di comunicare, l'IMF manda l'agente Sean Ambrose a impersonarlo, per scortare Nekhorvich su un aereo di linea. Ambrose, invece, uccide Nekhorvich, ruba Bellerofonte e si paracaduta dall'aereo, lasciandolo precipitare con tutti i passeggeri.
Il comandante del IMF Swanbeck richiama in servizio Hunt, informandolo delle circostanze della morte di Nekhorvich e della responsabilità di Ambrose. Swanbeck incarica Hunt di recuperare il virus e la sua cura, e gli fa reclutare l'ex compagna di Ambrose, Nyah Nordoff-Hall, una ladra professionista, per spiarlo. Tra i due nel frattempo nasce una appassionata relazione.
La squadra dell'IMF, che comprende l'esperto di computer Luther Stickell e il pilota Billy Baird, si reca a Sydney, in Australia, dove si trovano i laboratori Biocyte, ed anche Ambrose. Mentre Hunt si occupa della Biocyte, Nyah riallaccia la sua relazione con Ambrose e trasmette informazioni alla squadra. Durante un incontro all'ippodromo, Ambrose mostra a McCloy, CEO della Biocyte, un video che illustra gli effetti di Chimera, prima di ricattarlo per ottenere la sua collaborazione. Nyah ruba la scheda di memoria della fotocamera dalla giacca di Ambrose e la consegna a Hunt. Così apprendono che Chimera ha un periodo di inattività di 20 ore prima di causare la morte della vittima. Bellerofonte può salvare la vittima solo se usato entro quell'intervallo di tempo. Quando Nyah rimette nella giacca la scheda di memoria, Ambrose si accorge che è nella tasca sbagliata.
La squadra di Hunt rapisce McCloy per costringerlo a rinunciare a Bellerofonte. Ma McCloy non ha campioni dell'antidoto perché gli unici erano stati prelevati da Nekhorvich e trafugati poi da Ambrose, che ora progetta di impadronirsi di un campione di Chimera conservato nella sede della Biocyte. La squadra IMF progetta di introdursi in Biocyte per distruggere il virus, ma Ambrose si fa rivelare il piano da Nyah con un inganno, quindi la costringe a seguirlo quando fa irruzione in Biocyte per impadronirsi del virus. Hunt è in grado di distruggere tutti i campioni di Chimera, tranne uno, prima che intervenga Ambrose. Ambrose ordina a Nyah di recuperare il campione; invece lei se lo inietta, impedendo in questo modo ad Ambrose di ucciderla dopo averlo recuperato per lui. Ambrose porta via con sé Nyah dal laboratorio e la libera, lasciandola vagare per le strade di Sydney, per scatenare una pandemia. 
Incontratosi con McCloy, gli propone di consegnargli l'antidoto in cambio di stock options della Biocyte, per diventare l'azionista di maggioranza quando il valore delle azioni salirà alle stelle dopo lo scoppio della pandemia. Hunt si infiltra nell'incontro e ruba i campioni di antidoto. Mentre Hunt è inseguito dagli uomini di Ambrose, Luther e Billy localizzano sulla cima di una scogliera Nyah, intenzionata a gettarsi nel vuoto per non contagiare nessuno . Hunt elimina gli inseguitori e uccide finalmente Ambrose. Luther inietta l'antidoto a Nyah in tempo per salvarla.
Come ricompensa per la sua collaborazione, l'IMF cancella i precedenti penali di Nyah e Hunt può proseguire in sua compagnia le vacanze interrotte all'inizio del film.

## Produzione
Per Mission: Impossible 2 Tom Cruise non volle controfigure, nemmeno nelle scene più pericolose, come quella iniziale su una parete rocciosa nello Utah, nella quale però fu usata una invisibile imbracatura di protezione. Se per Mission: Impossible Cruise era stato pagato 70.000.000 di dollari, per questo sequel ne prese solamente 20.000.000, riservandosi però una percentuale sugli incassi. Prima che ad Anthony Hopkins, il ruolo di Swanbeck era stato offerto a Ian McKellen, che non poté accettare perché impegnato in un lavoro teatrale a Londra.

## Colonna sonora
La canzone principale del film è Take a Look Around dei Limp Bizkit, mentre la canzone che si può sentire nella scena iniziale dove Cruise scala la parete rocciosa si intitola Zap Mama-Iko-Iko, che accompagnava già l'altro film di Cruise Rain Man - L'uomo della pioggia. Oltre alla colonna sonora ufficiale, è stato pubblicato un album dal titolo Music from and Inspired by Mission: Impossible 2, alla quale hanno partecipato, tra i vari artisti, anche i Metallica, con il brano I Disappear, per il quale è stato prodotto anche un videoclip con alcune scene tratte dal film; la canzone compare nei titoli di coda insieme a Take a Look Around.

## Promozione

### Slogan promozionali
(Tagline del film)

## Distribuzione
Il film, distribuito dalla Paramount Pictures, esordì nelle sale americane il 24 maggio 2000, mentre in quelle italiane il 7 luglio.

## Accoglienza

### Incassi
Con un budget di produzione di circa 125 milioni di dollari, Mission: Impossible 2 è stato un grande successo al botteghino, incassando 215 409 889 dollari negli Stati Uniti, e 330 978 219 all'estero, raggiungendo globalmente la cifra di 546 388 108 dollari. Il film è inoltre stato il secondo maggior incasso al box office americano nel 2000, battuto solo da Il Grinch, e il primo in assoluto nel mondo. La pellicola ha superato di circa 89 milioni di dollari i già ottimi incassi totali del precedente Mission: Impossible, che nel 1996 aveva portato a casa complessivamente 457 696 359 dollari.

### Critica
Secondo alcuni, il film presenta evidenti somiglianze con la pellicola del 1946 Notorious - L'amante perduta, di Alfred Hitchcock.

## Riconoscimenti
- 2001 - Empire Awards
  - Nomination Miglior attrice britannica a Thandie Newton
- 2000 - Nastro d'argento
  - Nastro d'argento speciale a Tom Cruise
- 2001 - MTV Movie Awards
  - Miglior performance maschile a Tom Cruise
  - Miglior sequenza d'azione (l'inseguimento motociclistico)
- 2000 - Razzie Awards
  - Nomination Peggior attrice non protagonista a Thandie Newton
  - Nomination Peggior remake o sequel
- 2000 - Satellite Award
  - Nomination Miglior fotografia a Jeffrey L. Kimball
  - Nomination Miglior montaggio a Christian Wagner e Steven Kemper
  - Nomination Miglior suono a Mark P. Stoeckinger
  - Nomination Migliori effetti visivi a Richard Yuricich
- 2000 - Bogey Awards
  - Bogey Award in Oro
- 2001 - Golden Reel Award
  - Nomination Miglior montaggio sonoro (effetti sonori)
- 2000 - ASCAP Award
  - Top Box Office Films ad Hans Zimmer e Lalo Schifrin

- 2001 - Blockbuster Entertainment Awards
  - Nomination Miglior attore in un film d'azione a Tom Cruise
  - Nomination Miglior attrice esordiente a Thandie Newton
  - Nomination Miglior cattivo a Dougray Scott
  - Nomination Miglior colonna sonora
- 2001 - BMI Film & TV Award
  - Miglior colonna sonora a Lalo Schifrin
- 2000 - Critics' Choice Movie Award
  - Miglior colonna sonora ad Hans Zimmer
- 2001 - Image Award
  - Nomination Miglior attore non protagonista a Ving Rhames
  - Nomination Miglior attrice non protagonista in un film d'azione a Thandie Newton
- 2001 - Kids' Choice Awards
  - Nomination Miglior attore a Tom Cruise
- 2000 - Teen Choice Awards
  - Nomination Miglior attore a Tom Cruise
  - Nomination Miglior scena da annientare a Tom Cruise
- 2001 - Taurus World Stunt Awards
  - Miglior direttore di film d'azione a Brian Smrz e William H. Burton
  - Miglior Coordinatore di Stunt e/o Direttore delle Unità in seconda a Brian Smrz e William H. Burton
- 2001 - Golden Screen
  - Golden Screen
- 2001 - Online Film & Television Association
  - Nomination Miglior sequenza dei titoli

## Sequel
La pellicola ha avuto altri sei sequel: Mission: Impossible III (2006), Mission: Impossible - Protocollo fantasma (2011), Mission: Impossible - Rogue Nation (2015), Mission: Impossible - Fallout (2018), Mission: Impossible - Dead Reckoning (2023) e Mission: Impossible - The Final Reckoning (2025)